# کشتی مین‌روب کلاس ادمیربل
ماین‌سوییپر کلاس ادمیربل (به انگلیسی: Admirable-class minesweeper) یک کلاس از کشتی است که طول آن ۱۸۴ فوت ۶ اینچ (۵۶٫۲۴ متر) می‌باشد.